# Claudius Colas
Claudius Colas, noto anche con lo pseudonimo di Profesoro V. Esperema (Saint-Huruge, 29 novembre 1884 – Marna, 11 settembre 1914), è stato un esperantista francese.
Nel 1910 creò la lingua artificiale Adjuvilo. Sempre nel 1910 ha co-fondato la IKUE,  la principale organizzazione di esperantisti cattolici nel mondo. Morì durante i primi giorni della prima guerra mondiale combattendo nella Battaglia della Marna.